# Paseo del Pendón

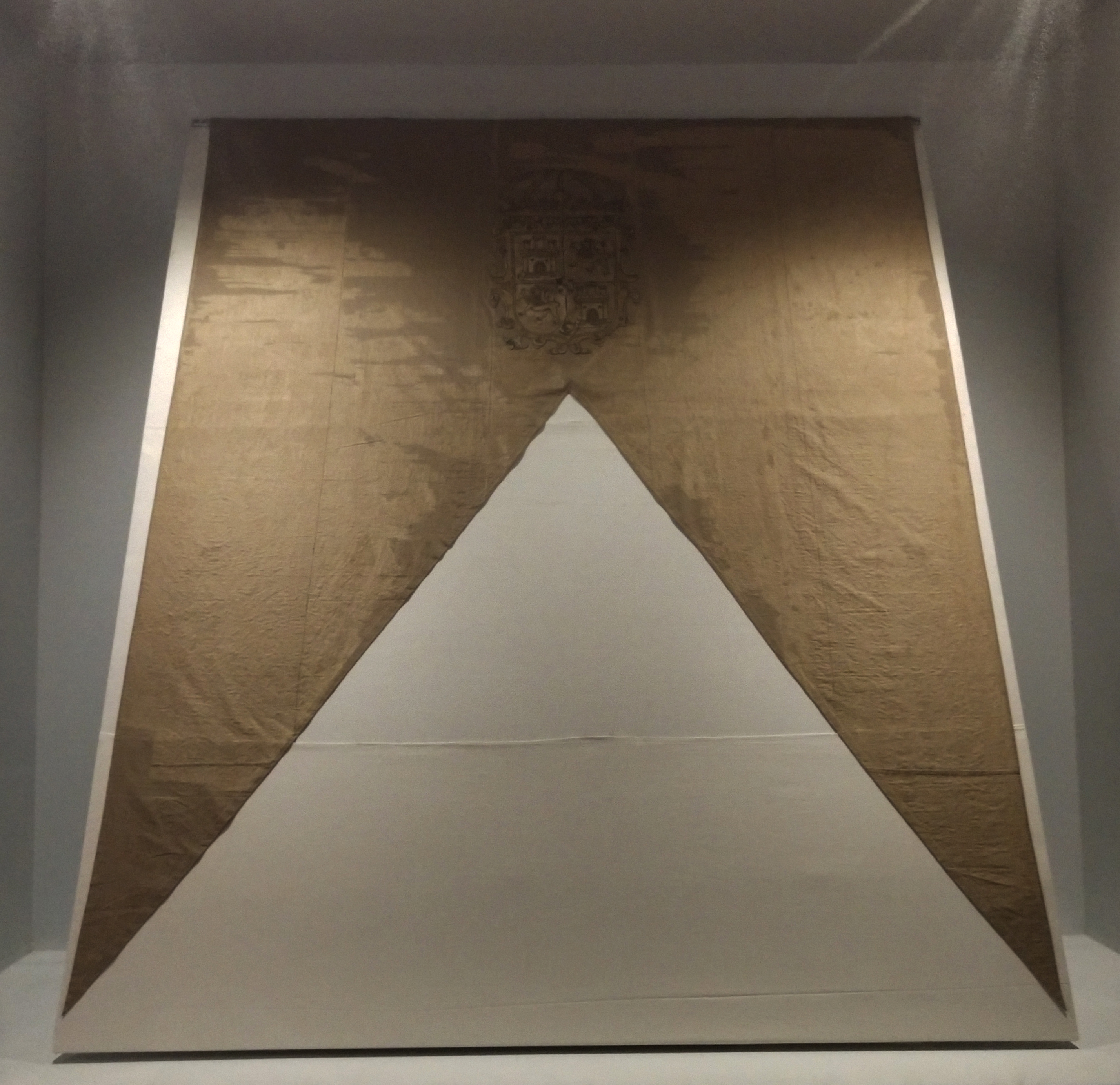
Pendón usado en la Nueva España.

El Paseo del Pendón o Paseo del Pendón Real o Paseo del Estandarte Real era una ceremonia que se celebraba en algunas ciudades de la América española como parte central de las festividades organizadas en conmemoración de la fundación o la conquista. Como su propio nombre indica, el Paseo consistía en un desfile encabezado por el Pendón Real (el Estandarte Real) y en el que participaban las principales personalidades que, según el caso, podían ser miembros del Cabildo, de la Real Audiencia y las más altas autoridades virreinales.
El Paseo, que era entendido como una demostración de lealtad hacia la Corona, podía ser acompañado de celebraciones religiosas, bailes, fuegos artificiales o corridas de toros.

LEY LVI.

De 1530 á 1680.—Que da forma en el acompañamiento del pendon real cuando saliere en público.
En las ciudades de las Indias es costumbre usada y guardada, sacar nuestro pendon real las vísperas, y días señalados de cada un año, y el de Pascua de Reyes en Lima: el de San Hipólito en Méjico, le lleva un regidor por su turno, y acompañándole, para mayor honra y veneracion , el virey, oidores, y regimiento van á vísperas y misa: en Lima á la iglesia mayor, y en Méjico á la de San Hipólito. Y porque nuestra voluntad es, que esta costumbre se continúe, mandamos, que los vireyes, presidentes, y audiencias de nuestras Indias, en las ciudades principales donde las hubiere, asistan á esta ceremonia , como se hace en Lima y Méjico, y lleve el pendon el regidor á quien tocare por turno, desde el mas antiguo, donde no hubiere alférez real por Nos proveido, cuyo lugar hade ser el izquierdo del virey ó presidente, porque á el derecho ha de ir el oidor mas antiguo; y en las ciudades donde Do residiere audiencia, le acompañen el gobernador, corregidor, ó justicia mayor , y regimiento, desde la casa del regidor , ó alférez mayor que le lleva, hasta que vuelva á ella; y en cuanto al lugar que ha de tener en la iglesia, y acompañamiento, se guarde la costumbre.
Y asimismo la guarden los vireyes presidentes - y ministros en acompañar á nuestro pendon real, y sin gravísima causa no se escusen (1).

(1) Véase artículo 76 de la instruccion de Begentks

En el caso de México, ya en la época independiente, se siguió practicando como costumbre popular la antigua ceremonia de llevar a caballo, cada 13 de agosto, el pendón de Castilla, desde el palacio virreinal al convento de San Hipólito.